# Raivavae (isla)
La isla Raivavae, también llamada Vavitu, es una de las islas Australes, en la Polinesia Francesa. Está situada en medio del archipiélago, a 195 km al sureste de Tubuai y a 730 km al sur de Tahití.

## Características
Es un antiguo volcán que culmina en el monte Hiro a 437 m de altitud. La superficie total es de 16 km²;. Está rodeada de una laguna cerrada por arrecifes de coral con diversos islotes: Motu Mano, Motu Haha, Motu Vaiamanu y Motu Araoo y Motu Haaamu.
Tenía 996 habitantes en el censo de 2002. Las aldeas principales son: Rairua (la capital de la comuna), Mahanatoa, Anatonu y Vaiuru. El principal recurso de la isla es el cultivo de café, la pesca en la laguna y la artesanía. Dispone de un aeropuerto abierto en 2002.
La isla es rica en yacimientos arqueológicos polinesios. Fue descubierta por el español Tomás Gayangos en 1775, volviendo de la expedición a Tahití organizada por el virrey de Perú, el catalán Manuel d'Amat i de Junyent. La bautizó como Santa Rosa. En 1880 fue anexionada por Francia.
- Datos: Q1309731
- Multimedia: Raivavae (island) / Q1309731